# Wells Gray-Clearwater-Vulkanfeld
Das Wells Gray-Clearwater-Vulkanfeld (engl. Wells Gray-Clearwater volcanic field oder Clearwater Cone Group) ist ein potenziell aktives:569 monogenetisches Vulkanfeld im östlich-zentralen British Columbia (Kanada). 

## Geographie
Das Wells Gray-Clearwater-Vulkanfeld befindet sich ungefähr 130 km nördlich von Kamloops. Es liegt in den Cariboo Mountains, einem Teil der Columbia Mountains sowie auf dem Quesnel Highland und dem Shuswap Highland. Als monogenetisches Vulkanfeld ist es ein Gebiet mit zahlreichen kleinen basaltischen Vulkanen und ausgedehnten Lavaströmen.
Der größte Teil des Wells Gray-Clearwater-Vulkanfeldes liegt in einem riesigen Wildnispark, dem Wells Gray Provincial Park. Dieser 5405 km² große Park wurde 1939 gegründet, um die Helmcken Falls und die einzigartige Landschaft im Einzugsgebiet des Clearwater River zu schützen, darunter auch das Vulkanfeld. Fünf Straßen erschließen den Park und bieten Aussichten auf einige der vulkanischen Objekte des Feldes. Kurze Wanderungen führen zu mehreren der vulkanischen Objekte, aber einige Gebiete sind nur mithilfe von Flugzeugen zu erreichen.

## Geologie

### Pleistozän

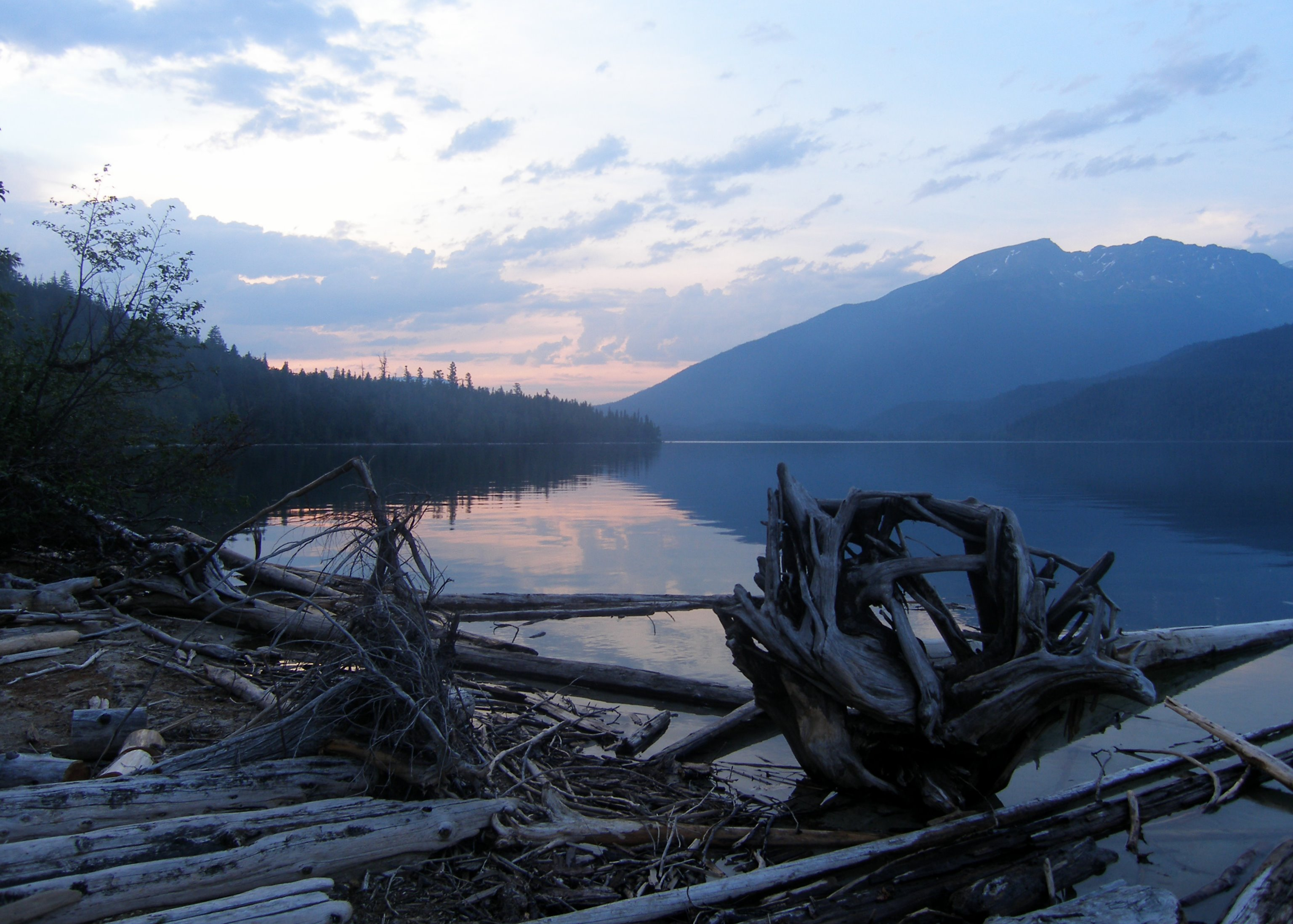
Der Clearwater Lake, ein von Lava aufgestauter See im Wells Gray-Clearwater-Vulkanfeld

Auf der Basis von Radiokarbon- und Kalium-Argon-Datierungen wurde der Beginn der vulkanischen Aktivität im Wells Gray-Clearwater-Vulkanfeld auf das Früh-Pleistozän festgelegt, wo talfüllende und plateau-bedeckende Lavaströme mit einem Gesamtvolumen von 25 km³ ausgestoßen wurden. Die Ablagerung dieser Lavaströme erfolgte über mindestens drei Perioden der Vereisung hinweg. Der Nachweis dafür ist in Form von Tafelvulkanen, eisgedämmten Talablagerungen und subglazialen Vulkanen belegt. Die wenigen Tafelvulkane der Region wie der Gage Hill, der Hyalo Ridge, der McLeod Hill und der Mosquito Mound, entstanden, als Magma in das darüberliegende Eis eindrang und darin vertikale Röhren einschmolz. Die teilweise geschmolzene Masse kühlte als großer Block ab, während die Schwerkraft ihre Spitze abflachte. Die Erosion durch Gletscher an den Tafelvulkanen legt nahe, dass sie im Frühpleistozän ausbrachen.

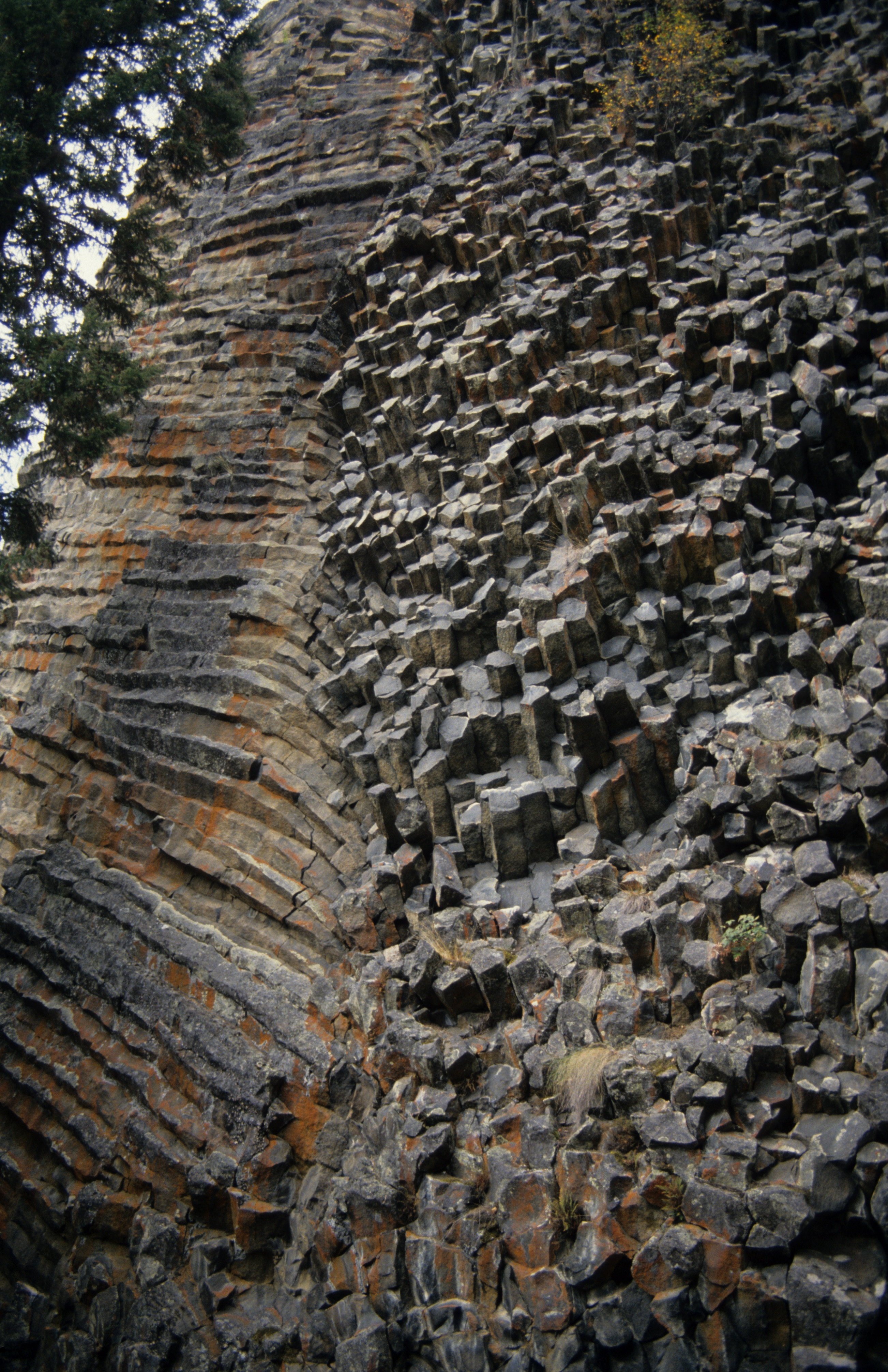
Rock-Roses-Formation an der Südseite des White Horse Bluff

Im Pleistozän entstand mindestens ein subaquatischer Vulkan. Dieser, der White Horse Bluff, wurde vermutlich in drei Phasen geformt. Seine erste Aktivitätsphase spielte sich im Wasser ab, möglicherweise im von Gletschereis gefüllten Tal des Clearwater River. Der Vulkan erhitzte das Gletscherwasser, als dieses den Vulkanschlot flutete, wobei gewaltige Dampfexplosionen und zerstückelte Lavabrocken entstanden. Sobald die Dampfexplosionen nachließen, fielen die Lavafragmente zurück in das Schmelzwasser und schufen die nicht vulkanähnliche Form des White Horse Bluff, welcher hauptsächlich aus Fragmenten vulkanischen Glases, sogenanntem Hyaloklastit, besteht. Der Vulkan setzte die Eruptionen nach Durchbrechen der Schmelzwasseroberfläche fort.

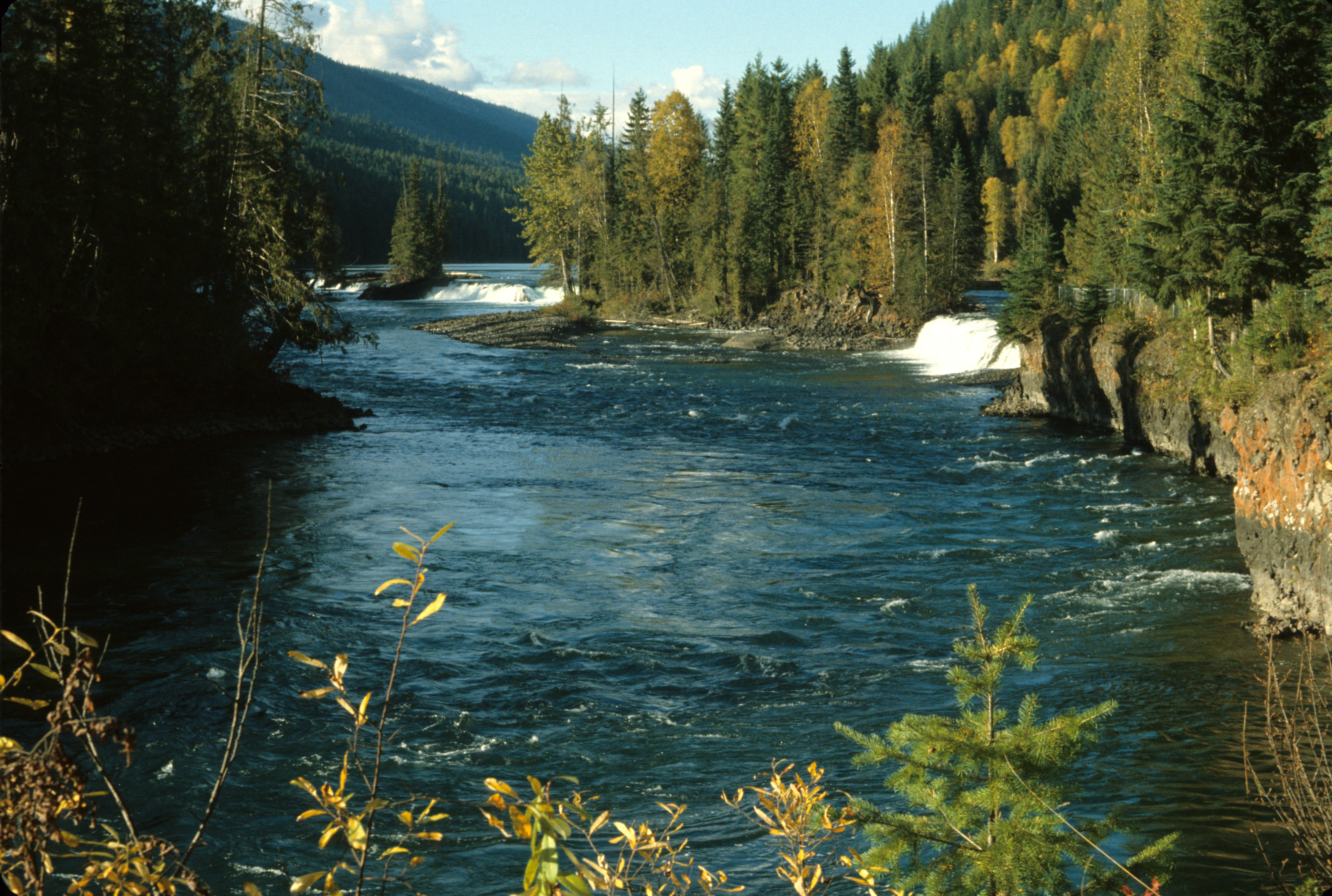
Die Osprey Falls stürzen über den Lava-Damm am Abfluss des Clearwater Lake

Bei anderen vulkanischen Ereignisse interagierten an anderen Orten Grundwasser und Magma und schufen zahlreiche Schachtkrater. Viele dieser Schachtkrater füllten sich mit Wasser, sodass verschiedene Kraterseen entstanden. An einigen Stellen sind unter verschiedenen Lavaströmen eiszeitlicher Geschiebemergel und fluviale Sande erhalten, die das Vulkanfeld bilden. Es gibt auch Paläoböden, aber die sind selten. Die Eiszeit hat eine dicke Schicht aus Geschiebemergel über nahezu alle vulkanischen Ablagerungen gebreitet, weshalb Aufschlüsse weitgehend auf Klippen in mehreren Tälern beschränkt sind.

### Holozän

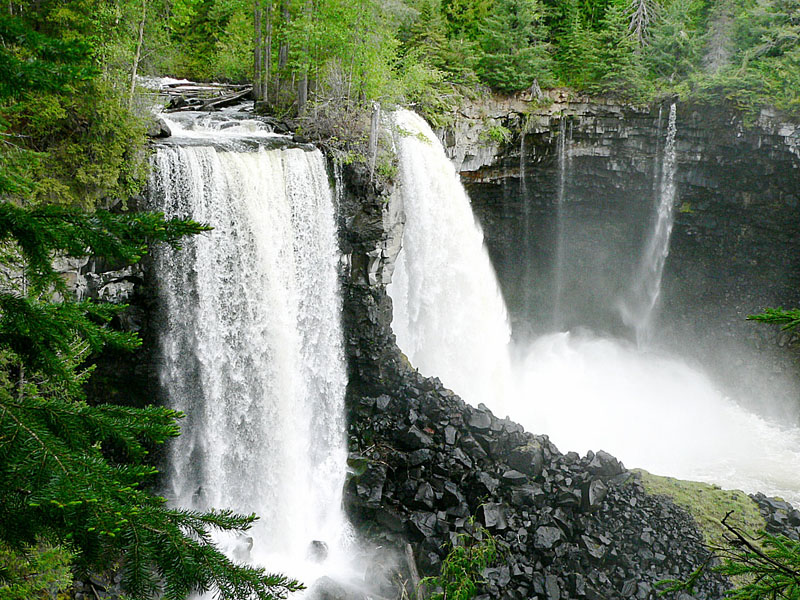
Canim Falls und Lavaströme

Am Ende der letzten Eiszeit vor schätzungsweise 10.000 Jahren gruben gewaltige Fluten vom Schmelzwasser des Eises tiefe Canyons in die von den Eisschilden freigegebenen plateau-bedeckenden Lavaströme. Die meisten dieser Canyons sind heute Flussläufe wie die von Murtle River und Clearwater River, teilweise mit Wasserfällen wie die Canim Falls, die Moul Falls, die Spahats Creek Falls und die 141 m hohen Helmcken Falls. Die Fronten der balsaltischen Lavaströme und die Wasserfälle bleiben dauerhaft senkrecht aufgrund der natürlichen Gegebenheiten der basaltischen Lavaströme. Basaltische Lava schrumpft, wenn sie abkühlt, und bildet vertikale Gesteinssäulen, sogenannte Basaltsäulen. Seit Ende der letzten Eiszeit gab es im Süden des Vulkanfeldes fortgesetzt vulkanische Aktivität in drei Gebieten: am Spanish Creek, am Ray Lake und am Kostal Lake, welche von Lavafontänen-Eruptionen gefolgt war, die Schlackenkegel und Lavaströme schufen.
Der Vulkanismus in den Gebieten am Spanish Creek und am Ray Lake war synglazial, d. h. von Eisbedeckung begleitet, setzte sich aber nach dem Abschmelzen des Eises fort. Zwei Schlackenkegel, der Flourmill Cone und der Pointed Stick Cone, entstanden auf diese Weise in den beiden Gebieten. Lavaströme von den beiden Schlackenkegeln liegen ohne eine Zwischenschicht aus Paläoboden auf dem vergletscherten Grundgestein, was eine Entstehung im frühen Holozän anzeigt.
Die Eruptionen am Ray Lake schufen einen Schlackenkegel namens Dragon Cone und endeten mit einem etwa 16 km langen Strom aus ʻAʻā-Lava, der mit der Radiokarbonmethode auf ein Alter von etwa 7.600 Jahren datiert wurde. Dieser Lavastrom, „Dragon's Tongue“ (dt. „Zunge des Drachen“) genannt, ist am Ausgangspunkt mindestens 15 m dick, dünnt aber bis auf 3 m aus und staut den Clearwater Lake. Am unteren Ende des Lavastroms sind Abdrücke von Bäumen erhalten.
Der letzte Vulkanausbruch schuf vor vielleicht 400 Jahren einen kleinen, heute baumbedeckten basaltischen Schlackenkegel an der Ostseite des Kostal Lake, den Kostal Cone. Das auf Basis der Daten der Jahresringe ermittelte Alter macht ihn zu einem der jüngsten Vulkane im heutigen Kanada.

### Ursachen

Karte des Wells Gray-Clearwater-Vulkanfeldes

Das Wells Gray-Clearwater-Vulkanfeld fing vor etwa 3,5 Millionen Jahren an zu entstehen und hat sich seitdem ständig vergrößert. Die tektonischen Ursachen des Vulkanismus, der das Wells Gray-Clearwater-Vulkanfeld hervorbrachte, sind noch nicht geklärt und daher Gegenstand der laufenden Forschung. Das Vulkanfeld liegt etwa 250 km in Richtung Inland vom Garibaldi-Vulkangürtel aus gesehen und entlang der Streichung der Nootka-Verwerfungszone an der British Columbia Coast, welche an der Cascadia-Subduktionszone durch Subduktion unter die Nordamerikanische Platte geriet. Die Wells-Gray-Vulkanobjekte sind meist aus alkalischem olivinischem Basalt, wobei einige Lavaströme aus Mantel-Xenolithen bestehen. Basalte des Wells Gray-Clearwater-Vulkanfeldes wurden für die östlichsten Ausstoßungen des Anahim-Vulkangürtels gehalten. Die Beziehungen zwischen diesen vulkanischen Gebieten sind jedoch unbekannt, weil die Altersstufen nicht bis in das Wells Gray-Clearwater-Gebiet reichen und das Wells Gray-Clearwater-Vulkanfeld sich nicht mit dem Anahim-Vulkangürtel bewegt. Man nahm an, die Wells-Gray-Vulkanobjekte seien durch ein Dünnerwerden der Erdkruste und das Vorhandensein krustendurchdringender Strukturen entstanden.
Jüngere Untersuchungen von Vulkanologen in Zusammenarbeit mit der Geological Survey of Canada haben nahegelegt, dass die subduzierte Erweiterung der Nookta-Verwerfungszone die primäre Ursache für die alkalische Struktur des Wells Gray-Clearwater-Vulkanfeldes sei. Der Vulkanismus könnte hauptsächlich durch aufsteigendes Material aus der Asthenosphäre, möglicherweise durch Verlagerung entlang der Transformstörung bedingt, verursacht worden sein. Wenn die Transformstörung einen Abschnitt vertikaler Risse hätte, die unterschiedliche Winkel zwischen der Explorer- und der Juan-de-Fuca-Platte enthielten, könnte die subduzierte Platten-Asthenosphäre aufwärts in den Keil des Erdmantels fließen. Wenn das verlagerte Material einen erweiterten Abschnitt hätte, wäre in ähnlicher Weise eine horizontale einem Schollen-Fenster ähnliche Lücke entstanden, die gleichfalls einen Weg für aufsteigendes Magma freigemacht hätte. In jedem Fall könnte die gestörte Asthenosphäre geringfügiger Dekompressionsschmelze unterworfen worden sein und mit der Lithosphäre der Nordamerikanischen Platte interagiert haben, sodass zusammengesetzte Plattenteile entstanden wären.

### Zusammensetzung der Lava

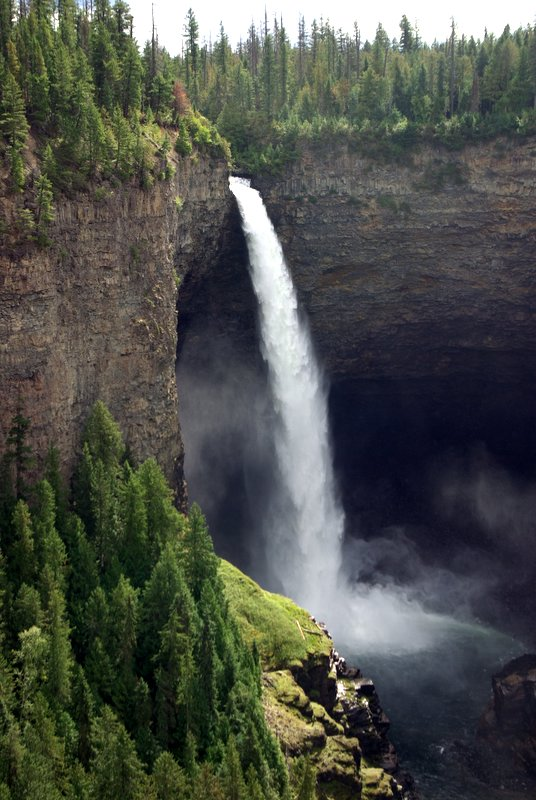
Die Helmcken Falls und Ablagerungen vulkanischer Gesteine

Die Zusammensetzung einiger Lavaströme im Wells Gray-Clearwater-Vulkanfeld ist ungewöhnlich, da sie kleine, kantige bis abgerundete Bruchstücke aus Gestein enthalten, sogenannte Knollen sowie Kristalle aus dem Erdmantel. Diese grünen Knollen sind als Peridotite bekannt, weil sie hauptsächlich aus einem Magnesium-Eisen-Silikat-Mineral, dem Olivin, bestehen. Diese Lavaströme bestehen aus großen Kristallen aus Olivin, Plagioklasen und Pyroxen, die tief in der Erdkruste und im Erdmantel kristallisiert sind. Die Laven und Knollen, die sie enthalten, sind denen vom Volcano Mountain in Yukon ausgestoßenen ähnlich. Die Knollen helfen Vulkanologen und anderen Geowissenschaftlern, die Beschaffenheit des Erdmantels nahe dem Vulkanfeld zu beurteilen.
Holozäne Lavaströme sind stärker alkalisch als pleistozäne Lavaströme und enthalten verschiedene Xenolithe aus Chrom-Spinell-Lherzolith, Spinell-Klinopyroxenit sowie selten aus eisen-allotropischem Websterit und Spinell-Wehrlit. Xenolithe gibt es nicht in den älteren Lavaströmen. Die chemische Zusammensetzung zeigt jedoch an, dass alle Lavaströme in ähnlicher Art und Weise bei sehr allmählichem Schmelzen entstanden sind. Die Schmelzen stammten ursprünglich aus dem oberen Erdmantel, welcher sich im Verlauf der Zeit mit jeder Schmelze fortschreitend erschöpfte.

### Gegenwärtige Aktivität
Das Wells Gray-Clearwater-Vulkanfeld ist eines von zehn vulkanischen Gebieten in Kanada, in denen gegenwärtig seismische Aktivität beobachtet wird; die anderen sind Castle Rock, Mount Edziza, Mount Cayley, Hoodoo Mountain, The Volcano, Crow Lagoon, das Mount-Meager-Massiv, Mount Garibaldi und Nazko Cone. Die seismischen Daten legen nahe, dass diese Vulkane noch lebendige Systeme von Magmakammern enthalten, die mögliche künftige Ausbrüche anzeigen. Obwohl die verfügbaren Daten noch keine klaren Schlussfolgerungen möglich machen, sind doch die Beobachtungen weitere Hinweise auf eine potenzielle Aktivität der kanadischen Vulkane; die mit ihnen verbundenen Gefährdungen sind bedeutsam. Nahe den Gebieten mit Aktivitäten monogenetischer Schlackenkegel wie dem Wells Gray-Clearwater-Vulkanfeld scheint die seismische Aktivität fein verteilt. In wenigen Fällen treten Erdbeben geballt in Raum und Zeit auf, was Schwarmbeben andeutet.

## Gefährdungen durch Vulkane

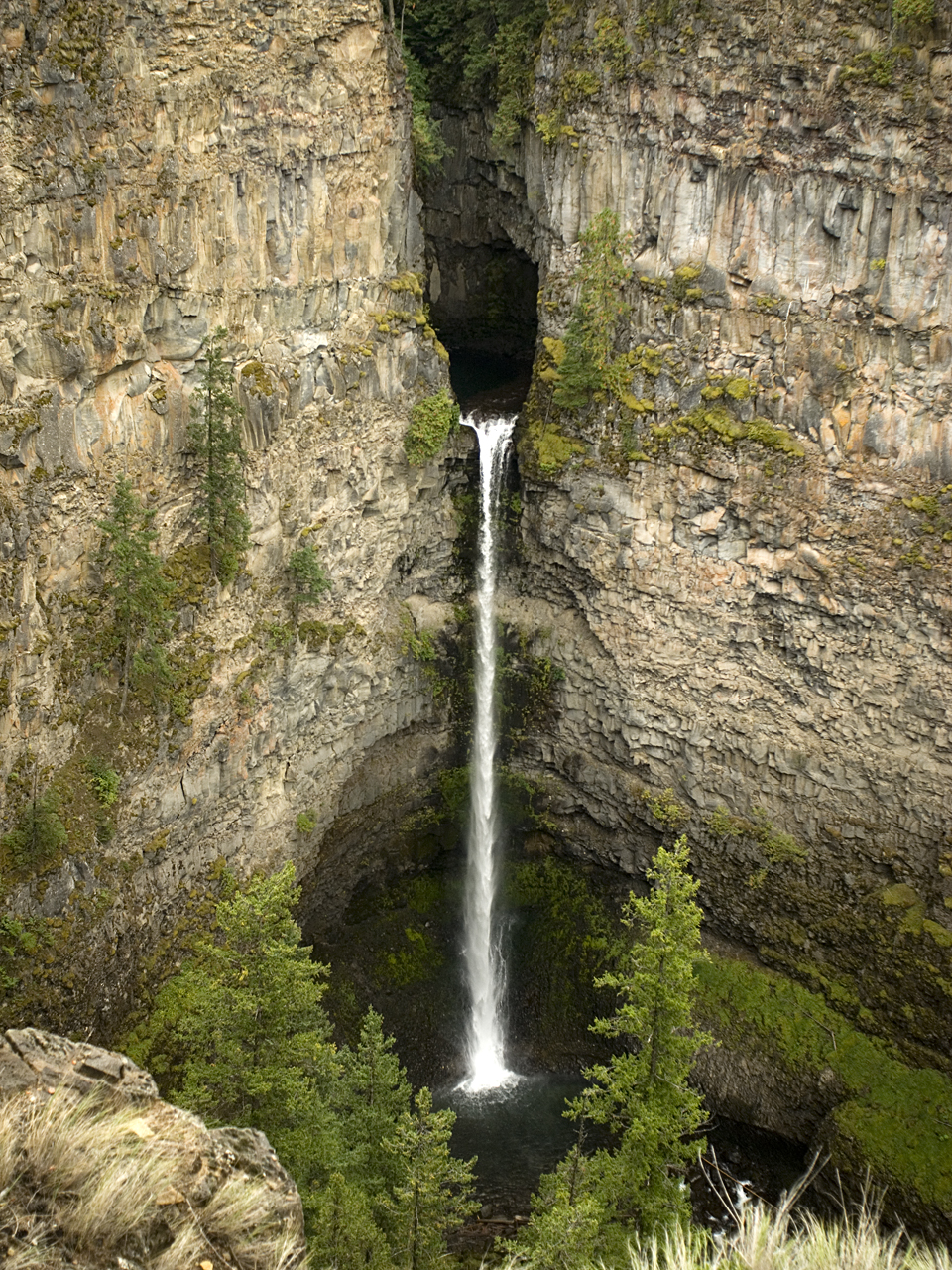
Spahats Creek Falls und Ablagerungen vulkanischer Gesteine

### Lavaausstoß
Weil das Wells Gray-Clearwater-Vulkanfeld in einer entlegenen Gegend liegt, wären die Gefährdungen durch Lavaeruptionen gering bis moderat. Magma mit niedrigen Gehalten an Siliciumdioxid (wie in Basalt) erstrecken sich gewöhnlich über Dutzende Kilometer vom Vulkanschlot entfernt. Die Fronten von Basaltflüssen können an steilen Hängen bis zu 10 km/h vorankommen, aber sie erreichen an sanften Hängen typischerweise weniger als 1 km/h. Sind sie jedoch in Kanälen oder Lavaröhren an steilen Hängen eingeschlossen, kann der Hauptteil des Stroms mehr als 30 km/h schnell sein. Unter Berücksichtigung der früheren vulkanischen Aktivität hat das Wells Gray-Clearwater-Vulkanfeld eine lange Historie, stille, fontänenartige Eruptionen zu produzieren. Solche Eruptionen erfolgen als Auswurf von wärmestrahlender Schlacke, Lapilli und Lavabomben bis in Höhen von Dutzenden bis hunderten Metern. Vom Volumen her sind sie klein bis mittelgroß, teilweise heftig. Da die Region hauptsächlich bewaldet ist und Lavaströme möglicherweise größere Entfernungen zurücklegen, ist der Ausbruch größerer Waldbrände möglich; außerdem könnten Flusstäler durch einen Damm aus Lava abgeriegelt werden.

### Explosive Eruptionen
Heftigere Eruptionen sind nur unter bestimmten Bedingungen möglich, z. B. wenn sie in Seen hinein erfolgen. Jede künftige Eruption beeinflusst höchstwahrscheinlich ein begrenztes Gebiet in unmittelbarer Umgebung des Vulkans. Giftige Substanzen wie vulkanisches Gas enthalten verschiedene Stoffe. Diese umfassen Gase, die in Bläschen (Vesikeln) im vulkanischen Gestein eingeschlossen sind, in Magma und Lava gelöste oder verteilte Gase sowie Gase, welche den Laven direkt oder indirekt über hydrothermale Lösungen entströmen. Die vulkanischen Gase, welche das größte Gefahrenpotenzial für Menschen, Tiere, Landwirtschaft und Immobilien darstellen, sind Schwefeldioxid, Kohlendioxid und Fluorwasserstoff. Örtlich kann die Emission von Schwefeldioxid zu saurem Regen und Luftverschmutzung in vom Vulkan ausgehender Windrichtung führen.

## Monitoring
Gegenwärtig wird das Wells Gray-Clearwater-Vulkanfeld durch die Geological Survey of Canada nicht engmaschig genug beobachtet, um beurteilen zu können, wie aktiv das Magmasystem des Vulkanfeldes ist. Das existierende Netzwerk von Seismographen wurde eingerichtet, um tektonische Erdbeben überwachen zu können und ist zu weit entfernt installiert, um gute Hinweise auf das zu liefern, was in der Umgebung des Vulkanfeldes passiert. Es könnte einen Anstieg der Aktivität registrieren, wenn es im Vulkanfeld sehr unruhig würde, aber dies könnte lediglich ein Hinweis auf eine große Eruption sein. Es könnte die Aktivität erst registrieren, wenn ein Vulkanausbruch schon begonnen hätte.

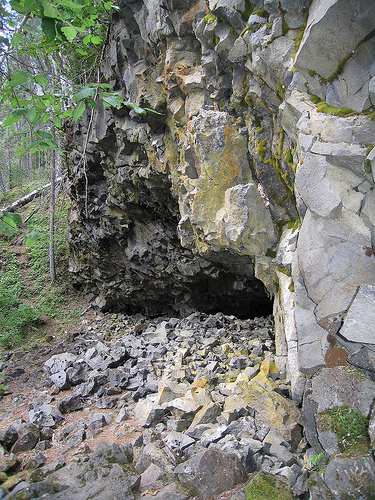
Basaltsäulen des Lavastroms „Dragon's Tongue“

Eine mögliche Methode, eine Eruption zu entdecken, ist das Studium der geologischen Vergangenheit des Vulkanfeldes, weil jeder Vulkan sein eigenes „Verhaltensmuster“ aufweist, was die Art und Weise seiner Eruptionen betrifft sowie die Magnitude und die Frequenz dieser Eruptionen; es wird erwartet, dass auch künftige Eruptionen so ablaufen würden wie die in der Vergangenheit, doch würde dies aufgrund der Abgeschiedenheit des Vulkanfeldes nur teilweise preisgegeben.
Weil es eine gewissen Wahrscheinlichkeit gibt, dass Kanada kritisch von den Ausbrüchen der eigenen oder nahegelegener Vulkane betroffen sein könnte, ist davon auszugehen, dass irgendeine Form von Programmverbesserungen erforderlich ist. Kosten-Nutzen-Rechnungen sind in Bezug auf natürliche Gefahren maßgeblich. Diese Rechnungen erfordern jedoch exakte Daten über die Gefährdungstypen, Magnituden und das Auftreten. Es gibt diese Daten weder in British Columbia noch anderswo in Kanada im erforderlichen Detailgrad.
Andere vulkanologische Methoden wie eine Gefährdungskarte zeigen die eruptive Vergangenheit im Detail und stellen Mutmaßungen über gefährliche Aktivitäten an, die in Zukunft möglicherweise zu erwarten sind. Zur Zeit wurden noch keine Karten für das Wells Gray-Clearwater-Vulkanfeld erstellt, weil das Kenntnisniveau aufgrund seiner Abgeschiedenheit unzureichend ist. Ein großangelegtes Programm, das die Gefährdungen durch Vulkane untersucht hätte, hat es in der Geological Survey of Canada nie gegeben. Die Hauptmenge der Informationen ist in einem langwierigen, eigenständigen Prozess durch die Unterstützung mehrerer Angestellter wie Vulkanologen und anderer geologischer Wissenschaftler zusammengetragen worden. Das aktuelle Wissen ist in Bezug auf das Mount-Meager-Massiv am besten und wächst möglicherweise wesentlich mit einem Projekt zur zeitlichen Kartierung und zum Monitoring. Das Wissen über das Wells Gray-Clearwater-Vulkanfeld und andere vulkanische Gebiete in British Columbia ist nicht so gefestigt, aber es gibt einige Beiträge, zumindest am Mount Cayley. Ein intensives Programm über die Klassifikation der Ausgesetztheit der Infrastruktur gegenüber nahezu allen jüngeren kanadischen Vulkanen und eine rasche Gefährdungsanalyse für jeden einzelnen Vulkan, der mit aktueller seismischer Aktivität in Verbindung steht, würde Vorteile bringen und eine rasche und ergiebige Bestimmung prioritärer Gebiete für künftige Anstrengungen ergeben.

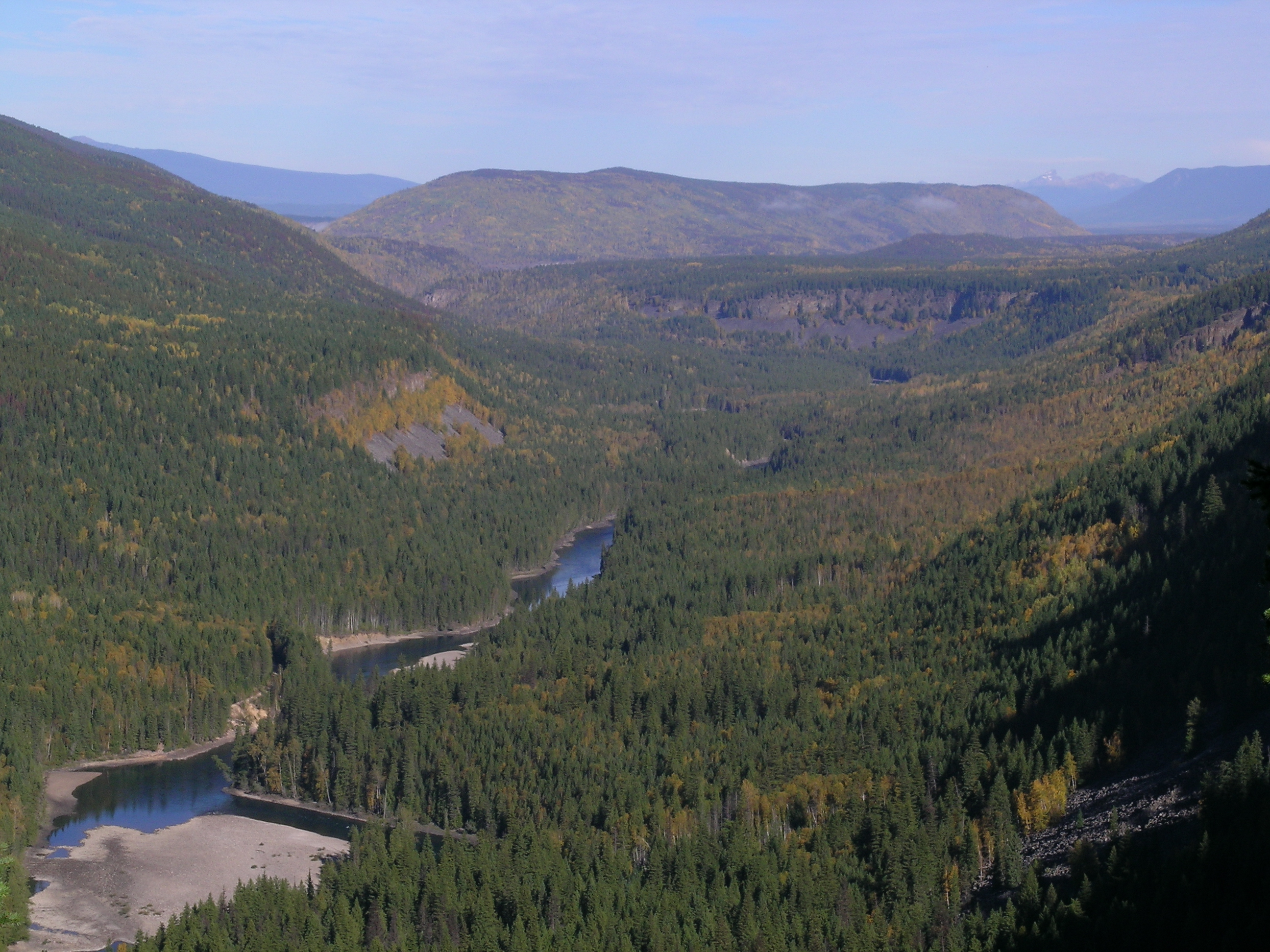
Clearwater Valley

Das heutige Seismographen-Netzwerk für die Überwachung tektonischer Erdbeben existiert seit 1975; gleichwohl gab es bis 1985 nur wenige Geräte. Abseits von ein paar kurzzeitigen Monitoring-Experimenten durch die Geological Survey of Canada wurde im Well Gray-Clearwater-Vulkanfeld oder an anderen Vulkanen in Kanada kein Vulkan-Monitoring auf einem Niveau etabliert, das in anderen entwickelten Ländern mit aktiven Vulkanen üblich ist. Aktive oder unruhige Vulkane werden normalerweise durch mindestens drei Seismographen in einem Umkreis von etwa 15 km überwacht, gelegentlich innerhalb von 5 km, um eine höhere Auflösung der Daten und eine reduzierte Fehlerquote zu erreichen, teilweise für die Tiefe von Erdbebenherden. Ein solches Monitoring ermittelt das Risiko einer Eruption und bietet Vorhersagemöglichkeiten, welche zur Begrenzung der vulkanischen Risiken wichtig sind. Aktuell gibt es am Wells Gray-Clearwater-Vulkanfeld keinen Seismographen, der weniger als 59 km entfernt wäre. Mit zunehmendem Abstand und abnehmender Zahl der zum Nachweis der seismischen Aktivität verwendeten Seismographen werden die Vorhersagemöglichkeiten reduziert, weil die Genauigkeit die Detailtiefe der Daten abnimmt; das Netzwerk wird zu ungenau. Mindestens ein mögliches vulkanisches Schwarmbeben wurde östlich des Wells Gray-Clearwater-Vulkanfeldes aufgezeichnet. Die Ungenauigkeit der Erdbeben-Lokalisation im Wells Gray-Clearwater-Vulkanfeld beträgt wenige Kilometer, in den eher isolierten nördlichen Regionen bis zu 10 km. Das örtliche Niveau der Magnituden im Wells Gray-Clearwater-Vulkanfeld beträgt ungefähr 1 bis 1,5 – andernorts 1,5 bis 2. An sorgfältig überwachten Vulkanen werden sowohl die lokalisierten als auch die festgestellten Ereignisse aufgezeichnet und sofort analysiert, um das Verständnis für künftige Eruptionen zu verbessern. Unentdeckte Ereignisse werden in British Columbia nicht sofort aufgezeichnet und analysiert, auch nicht in einem leicht zugänglichen Prozess.
In Ländern wie Kanada ist es möglich, dass kleine Vorboten wie Schwarmbeben unentdeckt bleiben, teilweise weil die Ereignisse nicht beobachtet wurden; bedeutendere Ereignisse in größeren Schwärmen würden entdeckt, aber nur ein kleiner Teil davon wäre in komplizierter Weise als ihrer Natur nach vulkanisch zu identifizieren oder gar mit einem einzelnen Vulkan in Zusammenhang zu bringen.

## Einzelne Vulkane
| Name                | Höhe   | Koordinaten           | Typ                     | Letzte Eruption |
| ------------------- | ------ | --------------------- | ----------------------- | --------------- |
| Quesnel Lake        | 1292 m | 52° 39′ N, 120° 59′ W | Schlackenkegel          | Pleistozän      |
| Kostal Cone         | 1440 m | 52° 10′ N, 119° 56′ W | Schlackenkegel          | Holozän         |
| Pillow Creek        | 1829 m | 52° 1′ N, 119° 50′ W  | Subglazialer Vulkan     | Pleistozän      |
| Gage Hill           | 1090 m | 52° 3′ N, 120° 1′ W   | Tafelvulkan             | Pleistozän      |
| Dragon Cone         | 1850 m | 52° 15′ N, 120° 1′ W  | Schlackenkegel          | Holozän         |
| Flourmill Cone      | 1495 m | 52° 3′ N, 120° 19′ W  | Schlackenkegel          | Holozän         |
| Pointed Stick Cone  | 1820 m | 52° 14′ N, 120° 5′ W  | Schlackenkegel          | Holozän         |
| Spanish Lake Centre | 1770 m | 52° 4′ N, 120° 19′ W  | Schlackenkegel          | Holozän         |
| Spanish Bonk        | 1770 m | 52° 8′ N, 120° 22′ W  | Schlotpfropfen          | Pleistozän      |
| Ray Mountain        | 2050 m | 52° 14′ N, 120° 7′ W  | Subglazialer Vulkan     | Pleistozän      |
| Spanish Mump        | 1800 m | 52° 10′ N, 120° 20′ W | Subglazialer Vulkan     | Pleistozän      |
| Jack's Jump         | 1895 m | 52° 7′ N, 120° 3′ W   | Subglazialer Vulkan     | Pleistozän      |
| Hyalo Ridge         | 2012 m | 52° 7′ N, 120° 22′ W  | Tafelvulkan             | Pleistozän      |
| McLeod Hill         | 1250 m | 52° 1′ N, 120° 1′ W   | Tafelvulkan             | Pleistozän      |
| Mosquito Mound      | 1065 m | 52° 1′ N, 120° 11′ W  | Tafelvulkan             | Pleistozän      |
| Buck Hill           | 1585 m | 51° 5′ N, 119° 59′ W  | Schlackenkegel          | Pleistozän      |
| Ida Ridge           | 1981 m | 51° 5′ N, 119° 56′ W  | Schlackenkegel          | Pleistozän      |
| Fiftytwo Ridge      | 1996 m | 51° 56′ N, 119° 53′ W | Subglazialer Vulkan     | Pleistozän      |
| Flatiron            | 730 m  | 51° 53′ N, 120° 3′ W  | Vulkanischer Aufschluss | Pleistozän      |
| White Horse Bluff   | 831 m  | 51° 5′ N, 120° 7′ W   | Subaquatischer Vulkan   | Pleistozän      |
| Pyramid Mountain    | 1095 m | 51° 59′ N, 120° 1′ W  | Subglazialer Vulkan     | Pleistozän      |